# Ministère de la Justice (Tchéquie)
Pour les articles homonymes, voir Ministère de la Justice.
Le ministère de la Justice (en tchèque : Ministerstvo spravedlnosti) est le département ministériel chargé de l'administration des tribunaux, du ministère public et du système pénitentiaire en Tchéquie. 
Il est dirigé depuis le 17 décembre 2021 par le conservateur Pavel Blažek.

## Liste des ministres
| Nom | Nom | Nom                       | Mandat                                                        | Parti    | Gouvernement(s)   |
| --- | --- | ------------------------- | ------------------------------------------------------------- | -------- | ----------------- |
|     |     | Jiří Novák                | 1er janvier 1993 - 4 juillet 1996 (3 ans, 6 mois et 3 jours)  | ODS      | Klaus I et II     |
|     |     | Jan Kalvoda               | 4 juillet 1996 - 7 janvier 1997 (6 mois et 3 jours)           | ODA      | Klaus II          |
|     |     | Vlasta Parkanová          | 7 janvier 1997 - 22 juillet 1998 (1 an, 6 mois et 15 jours)   | ODA      | Klaus II Tošovský |
|     |     | Otakar Motejl (cs)        | 22 juillet 1998 - 16 octobre 2000 (2 ans, 2 mois et 24 jours) | ČSSD     | Zeman             |
|     |     | Pavel Rychetský           | 17 octobre 2000 - 1er février 2001 (3 mois et 15 jours)       | ČSSD     | Zeman             |
|     |     | Jaroslav Bureš (cs)       | 2 février 2001 - 15 juillet 2002 (1 an, 5 mois et 13 jours)   | ČSSD     | Zeman             |
|     |     | Pavel Rychetský           | 15 juillet 2002 - 5 août 2003 (1 an et 21 jours)              | ČSSD     | Špidla            |
|     |     | Vladimír Špidla (intérim) | 6 août - 16 septembre 2003 (1 mois et 10 jours)               | ČSSD     | Špidla            |
|     |     | Karel Čermák              | 16 septembre 2003 - 15 juin 2004 (8 mois et 30 jours)         | ČSSD     | Špidla            |
|     |     | Vladimír Špidla (intérim) | 15 juin - 4 août 2004 (1 mois et 20 jours)                    | ČSSD     | Špidla            |
|     |     | Pavel Němec               | 4 août 2004 - 4 septembre 2006 (2 ans et 1 mois)              | US-DEU   | Gross Paroubek    |
|     |     | Jiří Pospíšil             | 4 septembre 2006 - 8 mai 2009 (2 ans, 8 mois et 4 jours)      | ODS      | Topolánek I et II |
|     |     | Daniela Kovářová          | 8 mai 2009 - 13 juillet 2010 (1 an, 2 mois et 5 jours)        | Sans     | Fischer           |
|     |     | Jiří Pospíšil             | 13 juillet 2010 - 27 juin 2012 (1 an, 11 mois et 14 jours)    | ODS      | Nečas             |
|     |     | Pavel Blažek              | 3 juillet 2012 - 10 juillet 2013 (1 an et 7 jours)            | ODS      | Nečas             |
|     |     | Marie Benešová            | 10 juillet 2013 - 29 janvier 2014 (6 mois et 19 jours)        | Sans     | Rusnok            |
|     |     | Helena Válková            | 29 janvier 2014 - 1er mars 2015 (1 an et 1 mois)              | ANO 2011 | Sobotka           |
|     |     | Robert Pelikán            | 12 mars 2015 - 27 juin 2018 (3 ans, 3 mois et 15 jours)       | ANO 2011 | Sobotka           |
|     |     | Taťána Malá               | 27 juin - 10 juillet 2018 (13 jours)                          | ANO 2011 | Babiš I et II     |
|     |     | Jan Kněžínek              | 10 juillet 2018 - 30 avril 2019 (9 mois et 20 jours)          | ANO 2011 | Babiš II          |
|     |     | Marie Benešová            | 30 avril 2019 - 17 décembre 2021 (2 ans, 7 mois et 17 jours)  | Sans     | Babiš II          |
|     |     | Pavel Blažek              | 17 décembre 2021 - 30 mai 2025 (3 ans, 5 mois et 13 jours)    | ODS      | Fiala             |
|     |     | Eva Decroix               | Depuis le 10 juin 2025 (10 jours)                             | ODS      | Fiala             |